# Iglesia de San Pedro ad Vincula (La Parra)
La iglesia de San Pedro ad Víncula o simplemente iglesia de La Parra es una pequeña iglesia rural situada en la localidad española de La Parra, pedanía del municipio de Arenas de San Pedro.

## Historia y características
Comenzada a construir hacia 1878, fue inaugurada en 1898. Situada en un emplazamiento que domina la localidad, sigue un estilo neorrománico, aunque no presenta el ábside semicircular propio de los edificios románicos.